# Liste des expéditions vers Mir
, 

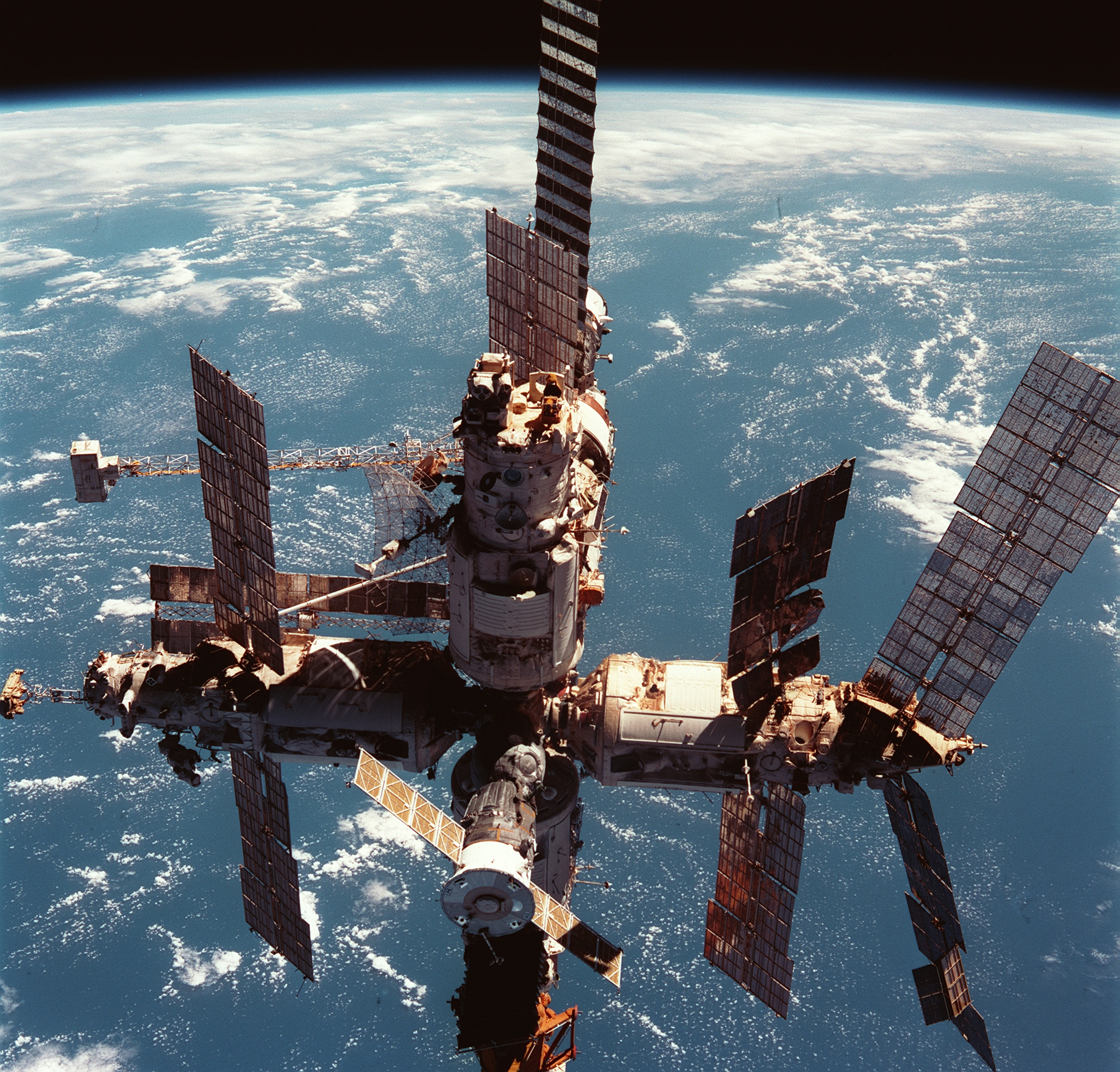
La station Mir le 12 juin 1998.

Cet article est une liste des expéditions vers Mir. Sauf mention contraire, les membres d'équipage sont soviétiques ou russes.
À noter que les expéditions sous l'appellation "  Mir EO-n " sont des "expéditions principales" dites de longues durées, qui permettent une occupation permanente de la station. Toutes les autres expéditions sont dites "expédition de visite" nommées " Mir EP-n " (l'objet de la mission n'a pas vocation l'occupation permanente de la station et l'expédition est de courte durée).
De plus, les équipages des missions "Mir Nasa-n" ne sont ici représentés que ceux participant aux expéditions principales "Mir EO" (longues durées) et non ceux des expéditions courtes dites de visites (contrairement aux équipages des missions Mir-Soyouz qui sont ici entièrement représentés).
| Expédition                                                        | Mission                            | Équipage                                                             | Date de lancement              | Mission à l'aller              | Date d'atterrissage            | Mission au retour     | Durée (jours)               |
| ----------------------------------------------------------------- | ---------------------------------- | -------------------------------------------------------------------- | ------------------------------ | ------------------------------ | ------------------------------ | --------------------- | --------------------------- |
| Mir EO-1                                                          | Mir EO-1                           | Leonid Kizim, Vladimir Soloviov                                      | 13 mars 1986 12:33:09 UTC      | Soyouz T-15                    | 16 juillet 1986 12:34:05 UTC   | Soyouz T-15           | 125.00 75 on Mir            |
| Station restée sans équipage du 16 juillet 1986 au 5 février 1987 |                                    |                                                                      |                                |                                |                                |                       |                             |
| Mir EO-2                                                          | Mir EO-2                           | Aleksandr Laveïkine                                                  | 5 février 1987 21:38:16 UTC    | Soyouz TM-2                    | 30 juillet 1987 01:04:12 UTC   | Soyouz TM-2           | 174.14                      |
| Mir EO-2                                                          | Mir LD-1                           | Iouri Romanenko                                                      | 5 février 1987 21:38:16 UTC    | Soyouz TM-2                    | 29 décembre 1987 09:16:15 UTC  | Soyouz TM-3           | 326.48                      |
| Mir EO-2                                                          | Mir EO-2                           | Aleksandr Pavlovitch Aleksandrov                                     | 22 juillet 1987 01:59:17 UTC   | Soyouz TM-3                    | 29 décembre 1987 09:16:15 UTC  | Soyouz TM-3           | 160.30                      |
| Mir EP-1                                                          |                                    | Aleksandr Pavlovitch Aleksandrov                                     | 22 juillet 1987 01:59:17 UTC   | Soyouz TM-3                    | 29 décembre 1987 09:16:15 UTC  | Soyouz TM-3           | 160.30                      |
| Alexandr Viktorenko, Muhammed Faris Syrie                         | 30 juillet 1987 01:04:12 UTC       | Soyouz TM-2                                                          | 22 juillet 1987 01:59:17 UTC   | Soyouz TM-3                    | 7.96                           |                       |                             |
| Mir EP-2                                                          | Mir LII-1                          | Anatoli Levtchenko                                                   | 21 décembre 1987 11:18:03 UTC  | Soyouz TM-4                    | 29 décembre 1987 09:16:15 UTC  | Soyouz TM-3           | 7.92                        |
| Mir EO-3                                                          |                                    | Vladimir Titov, Moussa Manarov                                       | 21 décembre 1987 11:18:03 UTC  | Soyouz TM-4                    | 21 décembre 1988 09:57:00 UTC  | Soyouz TM-6           | 365.24                      |
| Mir EO-3                                                          | Mir LD-2                           | Valeri Poliakov                                                      | 29 août 1988 04:23:11 UTC      | Soyouz TM-6                    | Transféré à Mir EO-4           | Transféré à Mir EO-4  | Transféré à Mir EO-4        |
| Mir EP-3                                                          | Mir Chipka                         | Anatoli Soloviov, Viktor Savinykh, Aleksandr P. Aleksandrov Bulgarie | 7 juin 1988 14:03:13 UTC       | Soyouz TM-5                    | 17 juin 1988 10:12:32 UTC      | Soyouz TM-4           | 9.84                        |
| Mir EP-4                                                          | Mir Shamshad                       | Vladimir Liakhov, Abdul Ahad Mohmand Afghanistan                     | 29 août 1988 04:23:11 UTC      | Soyouz TM-6                    | 7 septembre 1988 00:49:38 UTC  | Soyouz TM-5           | 8.85                        |
| Mir EO-4                                                          | Mir LD-2                           | Valeri Poliakov                                                      | Transféré de Mir EO-3          | Transféré de Mir EO-3          | 27 avril 1989 02:57:58 UTC     | Soyouz TM-7           | 240.94                      |
| Mir EO-4                                                          |                                    | Alexander Volkov, Sergueï Krikaliov                                  | 26 novembre 1988 15:49:34 UTC  | Soyouz TM-7                    | 27 avril 1989 02:57:58 UTC     | Soyouz TM-7           | 151.47                      |
| Mir EP-5                                                          | Mir Aragatz                        | Jean-Loup Chrétien France                                            | 26 novembre 1988 15:49:34 UTC  | Soyouz TM-7                    | 21 décembre 1988 09:57:00 UTC  | Soyouz TM-6           | 24.76                       |
| Station restée sans équipage du 27 avril 1989 au 5 septembre 1989 |                                    |                                                                      |                                |                                |                                |                       |                             |
| Mir EO-5                                                          | Mir EO-5                           | Aleksandr Viktorenko, Aleksandr Serebrov                             | 5 septembre 1989 21:38:03 UTC  | Soyouz TM-8                    | 19 février 1990 04:36:18 UTC   | Soyouz TM-8           | 166.29                      |
| Mir EO-6                                                          | Mir EO-6                           | Anatoli Soloviov, Aleksandr Balandine                                | 11 février 1990 06:16:00 UTC   | Soyouz TM-9                    | 9 août 1990 07:33:57 UTC       | Soyouz TM-9           | 179.05                      |
| Mir EO-7                                                          | Mir EO-7                           | Guennadi Manakov, Guennadi Strekalov                                 | 1er août 1990 09:32:21 UTC     | Soyouz TM-10                   | 10 décembre 1990 06:08:12 UTC  | Soyouz TM-10          | 130.86                      |
| Mir EP-6                                                          | Mir Kosmoreporter                  | Toyohiro Akiyama Japon                                               | 2 décembre 1990 08:13:32 UTC   | Soyouz TM-11                   | 10 décembre 1990 06:08:12 UTC  | Soyouz TM-10          | 7.91                        |
| Mir EO-8                                                          | Mir EO-8                           | Viktor Afanassiev, Moussa Manarov                                    | 2 décembre 1990 08:13:32 UTC   | Soyouz TM-11                   | 26 mai 1991 10:04:13 UTC       | Soyouz TM-11          | 175.08                      |
| Mir EP-7                                                          | Mir Juno                           | Helen Sharman Royaume-Uni                                            | 18 mai 1991 12:50:28 UTC       | Soyouz TM-12                   | 26 mai 1991 10:04:13 UTC       | Soyouz TM-11          | 7.88                        |
| Mir EO-9                                                          |                                    | Anatoli Artsebarski                                                  | 18 mai 1991 12:50:28 UTC       | Soyouz TM-12                   | 10 octobre 1991 04:12:18 UTC   | Soyouz TM-12          | 144.64                      |
| Mir EO-9                                                          | Mir LD-3                           | Sergueï Krikaliov                                                    | 18 mai 1991 12:50:28 UTC       | Soyouz TM-12                   | Transféré à Mir EO-10          | Transféré à Mir EO-10 | Transféré à Mir EO-10       |
| Mir EO-10                                                         | Mir LD-3                           | Sergueï Krikaliov                                                    | Transféré de Mir EO-9          | Transféré de Mir EO-9          | 25 mars 1992 08:51:22 UTC      | Soyouz TM-13          | 311.83                      |
| Mir EO-10                                                         |                                    | Alexander Volkov                                                     | 2 octobre 1991 05:59:38 UTC    | Soyouz TM-13                   | 25 mars 1992 08:51:22 UTC      | Soyouz TM-13          | 175.12                      |
| Mir EP-8                                                          | Mir Austromir                      | Toktar Aubakirov Kazakhstan Franz Viehböck Autriche                  | 2 octobre 1991 05:59:38 UTC    | Soyouz TM-13                   | 10 octobre 1991 04:12:18 UTC   | Soyouz TM-12          | 7.93                        |
| Mir EP-9                                                          | Mir 92                             | Klaus-Dietrich Flade Allemagne                                       | 17 mars 1992 10:54:30 UTC      | Soyouz TM-14                   | 25 mars 1992 08:51:22 UTC      | Soyouz TM-13          | 7.91                        |
| Mir EO-11                                                         | Mir EO-11                          | Aleksandr Viktorenko, Alexander Kaleri                               | 17 mars 1992 10:54:30 UTC      | Soyouz TM-14                   | 10 août 1992 01:05:02 UTC      | Soyouz TM-14          | 145.59                      |
| Mir EP-10                                                         | Mir Antarès                        | Michel Tognini France                                                | 27 juillet 1992 06:08:42 UTC   | Soyouz TM-15                   | 10 août 1992 01:05:02 UTC      | Soyouz TM-14          | 13.79                       |
| Mir EO-12                                                         | Mir EO-12                          | Anatoli Soloviev, Sergueï Avdeïev                                    | 27 juillet 1992 06:08:42 UTC   | Soyouz TM-15                   | 1er février 1993 03:49:57 UTC  | Soyouz TM-15          | 188.90                      |
| Mir EO-13                                                         | Mir EO-13                          | Guennadi Manakov, Aleksandr Polechtchouk                             | 24 janvier 1993 05:58:05 UTC   | Soyouz TM-16                   | 22 juillet 1993 06:41:50 UTC   | Soyouz TM-16          | 179.03                      |
| Mir EP-11                                                         | Mir Altaïr                         | Jean-Pierre Haigneré France                                          | 1er juillet 1993 14:32:58 UTC  | Soyouz TM-17                   | 22 juillet 1993 06:41:50 UTC   | Soyouz TM-16          | 20.67                       |
| Mir EO-14                                                         | Mir EO-14                          | Vassili Tsibliev, Aleksandr Serebrov                                 | 1er juillet 1993 14:32:58 UTC  | Soyouz TM-17                   | 14 janvier 1994 08:18:20 UTC   | Soyouz TM-17          | 196.74                      |
| Mir EO-15                                                         |                                    | Viktor Afanassiev, Iouri Oussatchev                                  | 8 janvier 1994 10:05:34 UTC    | Soyouz TM-18                   | 9 juillet 1994 10:32:35 UTC    | Soyouz TM-18          | 182.02                      |
| Mir EO-15                                                         | Mir LD-4                           | Valeri Poliakov                                                      | 8 janvier 1994 10:05:34 UTC    | Soyouz TM-18                   | Transféré à Mir EO-16          | Transféré à Mir EO-16 | Transféré à Mir EO-16       |
| Mir EO-16                                                         | Mir LD-4                           | Valeri Poliakov                                                      | Transféré de Mir EO-15         | Transféré de Mir EO-15         | Transféré à Mir EO-17          | Transféré à Mir EO-17 | Transféré à Mir EO-17       |
| Mir EO-16                                                         |                                    | Iouri Malentchenko, Talgat Musabayev Kazakhstan                      | 1er juillet 1994 12:24:50 UTC  | Soyouz TM-19                   | 4 novembre 1994 11:18:26 UTC   | Soyouz TM-19          | 125.95                      |
| Mir EP-12                                                         | Mir Euromir 94                     | Ulf Merbold Allemagne                                                | 3 octobre 1994 22:42:30 UTC    | Soyouz TM-20                   | 4 novembre 1994 11:18:26 UTC   | Soyouz TM-19          | 31.52                       |
| Mir EO-17                                                         |                                    | Aleksandr Viktorenko, Elena Kondakova                                | 3 octobre 1994 22:42:30 UTC    | Soyouz TM-20                   | 22 mars 1995 04:04:05 UTC      | Soyouz TM-20          | 169.22                      |
| Mir EO-17                                                         | Mir LD-4                           | Valeri Poliakov                                                      | Transféré de Mir EO-16         | Transféré de Mir EO-16         | 22 mars 1995 04:04:05 UTC      | Soyouz TM-20          | 437.75                      |
| Mir EO-18                                                         | Mir EO-18                          | Vladimir Dejourov, Guennadi Strekalov, Norman Thagard États-Unis     | 14 mars 1995 06:11:34 UTC      | Soyouz TM-21                   | 7 juillet 1995 14:55:28 UTC    | STS-71                | 115.36                      |
| Mir EO-19                                                         | Mir EO-19                          | Anatoli Soloviev, Nikolaï Boudarine                                  | 27 juin 1995 19:32:19 UTC      | STS-71                         | 11 septembre 1995 06:52:40 UTC | Soyouz TM-21          | 75.47                       |
| Mir EO-20                                                         |                                    | Iouri Guidzenko, Sergueï Avdeïev                                     | 3 septembre 1995 09:00:23 UTC  | Soyouz TM-22                   | 29 février 1996 10:42:08 UTC   | Soyouz TM-22          | 179.07                      |
| Mir EO-20                                                         | Euromir 95                         | Thomas Reiter Allemagne                                              | 3 septembre 1995 09:00:23 UTC  | Soyouz TM-22                   | 29 février 1996 10:42:08 UTC   | Soyouz TM-22          | 179.07                      |
| Mir EO-21                                                         |                                    | Iouri Onoufrienko, Iouri Ousatchev                                   | 21 février 1996 12:34:05 UTC   | Soyouz TM-23                   | 2 septembre 1996 07:41:40 UTC  | Soyouz TM-23          | 193.80                      |
| Mir EO-21                                                         | Mir NASA-1                         | Shannon W. Lucid États-Unis                                          | 22 mars 1996 08:13:04 UTC      | STS-76                         | Transféré à Mir EO-22          | Transféré à Mir EO-22 | Transféré à Mir EO-22       |
| Mir EP-13                                                         | Mir Cassiopée                      | Claudie Haigneré France                                              | 17 août 1996 13:18:03 UTC      | Soyouz TM-24                   | 2 septembre 1996 07:41:40 UTC  | Soyouz TM-23          | 15.77                       |
| Mir EO-22                                                         |                                    | Valeri Korzoune, Alexandr Kaleri                                     | 17 août 1996 13:18:03 UTC      | Soyouz TM-24                   | 2 mars 1997 06:44:16 UTC       | Soyouz TM-24          | 196.73                      |
| Mir EO-22                                                         | Shannon W. Lucid États-Unis        | Transféré de Mir EO-21                                               | Transféré de Mir EO-21         | 26 septembre 1996 12:13:20 UTC | STS-79                         | 188.17                |                             |
| Mir EO-22                                                         | Mir NASA-2                         | John E. Blaha États-Unis                                             | 16 septembre 1996 08:54:49 UTC | STS-79                         | 22 janvier 1997 14:23:51 UTC   | STS-81                | 128.23                      |
| Mir EO-22                                                         | Mir NASA-3                         | Jerry M. Linenger États-Unis                                         | 12 janvier 1997 09:27:23 UTC   | STS-81                         | Transféré à Mir EO-23          | Transféré à Mir EO-23 | Transféré à Mir EO-23       |
| Mir EP-14                                                         | Mir 97                             | Reinhold Ewald Allemagne                                             | 10 février 1997 14:09:30 UTC   | Soyouz TM-25                   | 2 mars 1997 06:44:16 UTC       | Soyouz TM-24          | 19.69                       |
| Mir EO-23                                                         |                                    | Vassili Tsibliev, Aleksandr Lazoutkine                               | 10 février 1997 14:09:30 UTC   | Soyouz TM-25                   | 14 août 1997 12:17:10 UTC      | Soyouz TM-25          | 184.92                      |
| Mir EO-23                                                         | Jerry M. Linenger États-Unis       | Transféré de Mir EO-22                                               | Transféré de Mir EO-22         | 24 mai 1997 13:27:44 UTC       | STS-84                         | 132.17                |                             |
| Mir EO-23                                                         | Mir NASA-4                         | C. Michael Foale États-Unis                                          | 15 mai 1997 09:07:48 UTC       | STS-84                         | Transféré à Mir EO-24          | Transféré à Mir EO-24 | Transféré à Mir EO-24       |
| Mir EO-24                                                         |                                    | C. Michael Foale États-Unis                                          | Transféré de Mir EO-23         | Transféré de Mir EO-23         | 6 octobre 1997 21:55:00 UTC    | STS-86                | 144.57                      |
| Mir EO-24                                                         | Anatoli Soloviov, Pavel Vinogradov | 5 août 1997 15:35:54 UTC                                             | Soyouz TM-26                   | 19 février 1998 09:10:30 UTC   | Soyouz TM-26                   | 197.73                |                             |
| Mir EO-24                                                         | Mir NASA-5                         | David A. Wolf États-Unis                                             | 26 septembre 1997 02:34:19 UTC | STS-86                         | 31 janvier 1998 22:36:00 UTC   | STS-89                | 127.83                      |
| Mir EO-24                                                         | Mir NASA-6                         | Andrew S. W. Thomas États-Unis                                       | 23 janvier 1998 01:48:15 UTC   | STS-89                         | Transféré à Mir EO-25          | Transféré à Mir EO-25 | Transféré à Mir EO-25       |
| Mir EO-25                                                         | Mir EO-25                          | Andrew S. W. Thomas États-Unis                                       | Transféré de Mir EO-24         | Transféré de Mir EO-24         | 12 juin 1998 18:00:17 UTC      | STS-91                | 140.63                      |
| Mir EO-25                                                         | Mir EO-25                          | Talgat Musabayev Kazakhstan, Nikolaï Boudarine                       | 29 janvier 1998 16:33:42 UTC   | Soyouz TM-27                   | 25 août 1998 05:24:44 UTC      | Soyouz TM-27          | 207.53                      |
| Mir EP-15                                                         | Mir Pégase                         | Léopold Eyharts France                                               | 29 janvier 1998 16:33:42 UTC   | Soyouz TM-27                   | 19 février 1998 09:10:30 UTC   | Soyouz TM-26          | 20.69                       |
| Mir EP-16                                                         |                                    | Iouri Batourine                                                      | 13 août 1998 09:43:11 UTC      | Soyouz TM-28                   | 25 août 1998 05:24:44 UTC      | Soyouz TM-27          | 11.82                       |
| Mir EO-26                                                         | Mir EO-26                          | Guennadi Padalka                                                     | 13 août 1998 09:43:11 UTC      | Soyouz TM-28                   | 28 février 1999 02:14:30 UTC   | Soyouz TM-28          | 198.69                      |
| Mir EO-26                                                         | Mir EO-26                          | Sergueï Avdeïev                                                      | 13 août 1998 09:43:11 UTC      | Soyouz TM-28                   | Transféré à Mir EO-27          | Transféré à Mir EO-27 | Transféré à Mir EO-27       |
| Mir EO-27                                                         |                                    | Sergueï Avdeïev                                                      | Transféré de Mir EO-26         | Transféré de Mir EO-26         | 28 août 1999 00:34:20 UTC      | Soyouz TM-29          | 379.62                      |
| Mir EO-27                                                         | Viktor Afanassiev                  | 20 février 1999 04:18:01 UTC                                         | Soyouz TM-29                   | 188.85                         | 28 août 1999 00:34:20 UTC      | Soyouz TM-29          |                             |
| Mir EO-27                                                         | Mir Persée                         | 20 février 1999 04:18:01 UTC                                         | Soyouz TM-29                   | 188.85                         | 28 août 1999 00:34:20 UTC      | Soyouz TM-29          | Jean-Pierre Haigneré France |
| Mir EP-17                                                         | Mir Stefanik                       | 20 février 1999 04:18:01 UTC                                         | Soyouz TM-29                   | Ivan Bella Slovaquie           | 28 février 1999 02:14:30 UTC   | Soyouz TM-28          | 7.91                        |
| Station restée sans équipage du 28 août 1999 au 4 avril 2000      |                                    |                                                                      |                                |                                |                                |                       |                             |
| Mir EO-28                                                         | Mir EO-28                          | Sergueï Zaliotine, Alexandr Kaleri                                   | 4 avril 2000 05:01:29UTC       | Soyouz TM-30                   | 16 juin 2000 00:43:45 UTC      | Soyouz TM-30          | 72.82                       |